# Bronchocela smaragdina
Bronchocela smaragdina — вид ящірок з родини Агамові (Agamidae).

## Поширення
Цей вид поширений тільки на півдні нагір'я Аннам в південній частині В'єтнаму та сході на Камбоджі. Область, в якій цей вид розповсюджений, має площу приблизно 19585 км². Вид живе у лісовій місцевості на землі серед трав.